# Chuathbaluk
Chuathbaluk ist ein Ort mit dem Status einer City in der Bethel Census Area in Alaska. Das U.S. Census Bureau hatte bei der Volkszählung 2020 eine Einwohnerzahl von 104 ermittelt. Das Eskimo-Dorf liegt im Yupik-Sprachenraum.

## Geographie
Chuathbaluk befindet sich im Südwesten von Alaska am rechten Flussufer des Kuskokwim River. Der Ort befindet sich 160 km ostnordöstlich vom Verwaltungszentrum Bethel. Nördlich von Chuathbaluk befinden sich die Russian Mountains, ein kleinerer Gebirgszug. Der 44 m hoch gelegene Ort verfügt über den Flugplatz Chuathbaluk. Flussabwärts am Kuskokwim River befindet 15 km westlich Aniak. Flussaufwärts befindet sich 67 km ostnordöstlich Crooked Creek.

## Geschichte
1894 wurde von der russisch-orthodoxen Kirche die St. Sergius Mission gegründet. Der Ort wurde "Little Russian Mission" genannt, um ihn von der am Yukon River gelegenen Russian Mission zu unterscheiden. Anfang des 20. Jahrhunderts grassierten Grippe-Epidemien und rafften viele Einheimische hin. Der Ort war um das Jahr 1929 verlassen. In den 1950er Jahren wurde das Dorf erneut besiedelt. Die Siedlung wurde „Chukbak“ genannt. In den 1960er Jahren wurde eine Schule eröffnet und der Ortsname in „Chuathbaluk“ geändert. 1975 erhielt Chuathbaluk den Status einer „City“.

## Demografie
Zum Zeitpunkt der Volkszählung im Jahre 2020 (U.S. Census 2020) hatte Chuathbaluk 104 Einwohner auf einer Landfläche von 11,58 km². Von den Einwohnern waren 4 Weiße sowie 92 amerikanisch-indianischer Abstammung.
Beim Zensus im Jahr 2000 wurden 119 Einwohner gezählt, 2010 waren es 118.